# Olaf
 Denne artikel omhandler drengenavnet. For EU's anti-svindel enhed, se Det Europæiske Kontor for Bekæmpelse af Svig.
 "Oluf" omdirigeres hertil. For andre betydninger af Oluf, se Oluf (flertydig).
Olaf er et drengenavn, der stammer fra oldnordisk Óláfr. Varianter af navnet er Oluf og Olav, samt i betydeligt mindre omfang Olof, og 2.580 danskere bar et af disse navne pr. 1. januar 2009 ifølge Danmarks Statistik.
Ole er afledt af Olaf/Oluf.

## Historik
ÓlafR og ÓlæifR er blandt de ti almindeligste mandsnavne fundet på nordiske runesten fra vikingetiden, og har derfor sandsynligvis været udbredt i datidens Norden. Navnet er dannet af de urnordiske navneled anu (= ane, stamfar) og laibaR, (= levn, efterkommer, arving). Ved overgang fra urnordisk til norrønt blev *Anulaibar sammentrukket til Olafr. I vikingetiden havde navnet formen Anlaib på irsk og Anlaf på angelsaksisk. Olav Tryggvason kaldes Anlaf i et diplom fra 991.
Den almindeligste skrivemåde var olafr eller ulafR, som på Lundagårdsstenen: "Þorgísl, søn af Ásgeirr Bjørns søn, rejste disse sten til minde om begge sine brødre, Ólafr og Óttarr, gode jordejere." På en af Bjäresjöstenene læser man: "Frede rejste denne sten efter sin svoger Olav, en meget god dreng."
Olav eller Olaf var i middelalderen udbredte navne. Over 550 forskellige personer med navnet er omtalt i Regesta Norvegica. Efter reformationen gav flere norske forældre sønnen navnet Olav end før, måske som en hyldest til den landflygtige biskop Olav Engelbrektsson. I nyere tid nåede navnet i Norge en top i 1906, muligvis fordi kronprinsen fik det navn i 1905, da hans far Haakon 7. blev norsk konge. Kong Olavs døbenavne var Alexander Edward Christian Frederik, men det blev så omgjort.

## Kendte personer med navnet

### Kongelige personer

#### Danske kongelige
- Olaf var dansk konge i forhistorisk tid (sent i 9. århundrede og tidligt i det 10. århundrede). Han grundlagde et nyt dynasti.
- Oluf Hunger (Oluf 1.) var søn af Svend Estridsen og konge af Danmark 1086 – 1095.
- Oluf Haraldsen (visse steder benævnt Oluf 2. eller Oluf II Haraldsen)[8] var søn af Harald Kesja, sønnesøn af Erik Ejegod) og konge af Skåneland 1140 – 1143. Han forsøgte uden held at blive konge af Danmark.
- Oluf 2. (norsk Olav Håkonsson, visse steder omtalt som Oluf 3.[8]), søn af Margrete 1., konge af Danmark 1376 – 1387.

#### Norske konger
- Olav Tryggvason var søn af Tryggve Olavsson og konge af Norge 995 – 1000.
- Olav den Hellige var søn af Åsta Gudbrandsdatter og Harald Grenske, og konge af Norge 1015 – 1028.
- Olav Kyrre var søn af Harald Hårderåde og konge af Norge 1067 – 1093.
- Olav Magnusson var søn af Magnus Barfod og konge af Norge 1103 – 1115.
- Olav Håkonsson (dansk: Oluf 2.) var søn af Håkon 6. og konge af Norge 1380 – 1387.
- Olav 5. var søn af Haakon 7. og konge af Norge 1957 – 1991.

### Øvrige personer
- Olaf Henriksen, dansk baseballspiller.
- Jens Olaf Jersild, dansk journalist og tv-vært.
- Olaf Nielsen, dansk skuespiller.
- Olaf Olsen, rigsantikvar 1981-1995
- Olof Palme, svensk statsminister.
- Olaf Rude, dansk kunstmaler.
- Olaf Rye, norsk-dansk officer.
- Olaf Thon, tysk fodboldspiller.
- Olaf Ussing, dansk skuespiller.
- Olaf Johannessen, færøsk skuespiller

## Navnet anvendt i fiktion
- Oluf Sand er en figur i tv-julekalenderen The Julekalender. Han spilles af Viggo Sommer.
- I Disneys animationsfilm Frost er snemanden Olaf en central biperson.